# Newton Booth
Pour les articles homonymes, voir Booth.
Newton Booth, né le 30 décembre 1825 à Salem en Indiana et mort le 14 juillet 1892 à Sacramento en Californie, est un homme d'affaires et politique américain.
Membre à ses débuts du Parti républicain, il est en premier lieu élu en 1862 au Sénat de l'État de Californie et y siège en 1863. Gouverneur de Californie entre 1871 et 1875, il est sénateur au Congrès fédéral entre 1875 et 1881, membre dès lors de l'Anti-Monopoly Party (en). En 1876, le Greenback Party le nomme pour la vice-présidence de l'Union sur le ticket conduit par Peter Cooper. Cependant, Booth déclina l'offre et Samuel F. Cary le remplaça.